# Грабовский, Иоаким Иосиф
Иоаким Иосиф Грабовский (пол. Joachim Józef Grabowski; 29 сентября 1756 — 29 января 1829) — российский католический епископ, генеральный викарий Могилёвской митрополии при архиепископе Каспере Цецишовском.

## Биография
Окончил семинарию в Житомире, 18 июня 1780 года рукоположен в священники. Служил на территории Украины, с 1802 года — прелат киевского капитула. В 1822 году стал прелатом Могилёвской архиепархии, а также получил докторскую степень по богословию в Вильнюсском университете. В июне 1825 года назначен епископом-помощником Могилёвской архиепархии при престарелом архиепископе Каспере Цецишовском, при этом до 1829 года властями утаивался факт назначения Грабовского ещё в 1798 году папой Пием VI титулярным епископом Аморианским. Все средства епископ Грабовский отдавал на благотворительные цели, материально поддерживая семинарию, приходы, школы и больницы.
В феврале 1829 года должна была состояться епископская хиротония Грабовского, однако он скончался месяцем раньше. Фактическое управление епархией после его смерти перешло к Яну Шчитту, который был назначен апостольским администратором.